# Cantonul Pessac-1
Cantonul Pessac-1 este un canton din arondismentul Bordeaux, departamentul Gironde, regiunea Aquitania, Franța.